# Neteller
Neteller é um serviço de transferência de dinheiro eletrônico, ou e-money, usado para transferir dinheiro de/e para comerciantes, como empresas de negociação Forex, empresas de trabalho em rede. Ele pode sacar fundos diretamente usando o cartão Net + ou transferir o saldo para suas próprias contas bancárias.
O Neteller é propriedade da empresa British de pagamentos e é operada pela empresa também, que é uma companhia do grupo Paysafe, ao lado do ex-concorrente Skrill e pelo método de pagamento pré-pago paysafecard.
Neteller é um dos principais sites de processamento de pagamentos que você encontrará por aí. O gigante da facilitação de pagamentos é bastante popular entre os consumidores e vários comerciantes que aceitam pagamentos por Neteller. A equipe do Neteller começou a lidar com pagamentos de jogos de azar online em 2000 e não olhou para trás desde então. Aqui está agora a nossa análise completa e imparcial do casino Neteller como opção de pagamento para apostadores de casino online na Austrália.

## História
Neteller foi criada em 1999 no Canadá e mudou-se para a Ilha de Man em 2004. O Paysafe Group está listado como uma "Instituição Autorizada de Dinheiro Eletrônico".
Em 2015, a Optimal Payments Plc (agora Paysafe Group) finalizou uma transação transformacional para o setor global de pagamentos — a aquisição do Skrill Group, um dos maiores sistemas de pagamentos online da Europa e um dos maiores fornecedores independentes de carteira digital do mundo. O Neteller não é um banco e não empresta fundos dos clientes. De acordo com os regulamentos da FCA, é necessário manter os fundos do cliente em contas fiduciárias separadas, separadas do caixa operacional, suficientes para reembolsar todos os saldos dos clientes ao mesmo tempo.

## Jogos de azar online
O Neteller começou a processar pagamentos de jogos de azar online em julho de 2000, processando pagamentos para 85% dos comerciantes de jogos do mundo. 95% da receita da empresa naquela época era proveniente de transferências de fundos para empresas de jogos online, com muitos usuários residentes nos EUA.
As contas de usuários dos EUA foram restringidas quando a empresa saiu dos Estados Unidos e os fundos foram irrestritos após 30 de julho de 2007. Como resultado dessa saída forçada do mercado dos EUA e dos riscos associados ao jogo online, a empresa procurou diversificar-se. Apesar disso, as receitas de taxas do Neteller caíram de 239 milhões de dólares em 2006 para cerca de 61 milhões de dólares em 2010. Em junho de 2019, a NETELLER saiu do mercado americano. Aos clientes de alta rotatividade é oferecida uma associação premium chamada "NETELLER VIP". Inclui recursos adicionais e taxas mais baixas semelhantes à associação premium do Skrill.
Os benefícios da associação VIP da NETELLER também incluem o reembolso em transferências feitas com uma conta NETELLER, aumento de limites de transferência e um Mastercard pré-pago gratuito para associados com status VIP Silver, Gold, Platinum e Diamond.
Questões legais relacionadas a jogos de azar on-line significam que clientes em vários países (Albânia, Camboja, Canadá, Hong Kong, Israel, Laos, Líbano, Macau, Singapura e Turquia) não têm permissão para fazer transferências para comerciantes de jogos de azar.

## Recursos do produto
Os consumidores podem se inscrever para uma conta Neteller no site da empresa. As contas podem ser configuradas em 26 principais moedas. O dinheiro pode ser carregado na conta de um banco, cartão de crédito/débito ou através de cerca de 40 outros métodos. Esses tipos de depósito variam de acordo com o país e alguns são instantâneos.
O dinheiro em uma conta Neteller pode ser usado para pagar comerciantes, enviados a outros clientes do serviço ou gastos em qualquer varejista que aceite MasterCard usando o cartão pré-pago Neteller que faz parte da conta. O dinheiro também pode ser recebido na conta diretamente de outros comerciantes com contas Neteller, comerciantes como ganhos em jogos de azar, pagamentos de seguros ou receitas de negociação de videogame. Com promulgação da Lei 13.756/18 de 12 de dezembro de 2018 o governo permitiu que sites de apostas patrocinassem times de futebol, beneficiando a Neteller e Skrill como forma de pagamento para depósitos e saques no Brasil. Os clientes podem sacar fundos de suas contas por transferência bancária, cheque ou usando o MasterCard pré-pago Net + da empresa nos caixas automáticos e nos pontos de venda.

### Cartão Net +
Em 2003, a empresa lançou o Neteller Card e, alguns anos depois, em 2008, a linha de produtos de cartões passou a ser renomeada como Net +. Sob o nome Net +, a empresa oferece cartões de débito pré-pagos MasterCard e programas de cartão de marca comercial e cartões virtuais oferecidos anteriormente. O cartão virtual Net + gerou um número de cartão virtual diferente para cada transação, em vez de ter um número fixo, evitando algumas formas de fraude. Se usuários não autorizados obtiverem e tentarem usar números de cartão, ou se um comerciante legítimo tentar fazer pagamentos adicionais não autorizados, a transação falhará, pois o número do cartão não poderá ser reutilizado. Em novembro de 2016, o Net + pré-pago está disponível apenas para residentes do Espaço Econômico Europeu autorizado e outros países foram cancelados sem reembolso das taxas do cartão.

## Patrocínio
O logotipo da Neteller foi exibido na frente do Crystal Palace Football Club, de acordo com o contrato de patrocínio assinado pela Optimal Payments PLC (agora Paysafe Group) para as temporadas 2014/15 e 2015/16 da Premier League inglesa.